# Клименко, Артём Анатольевич
Артём Анато́льевич Климе́нко (род. 10 января 1994, Мариуполь, Донецкая область) — российский баскетболист, играющий на позиции центрового.

## Биография
Клименко родился на Украине и до 15 лет жил в Мариуполе. В 14 лет приезжал на просмотр в московский ЦСКА, но остался в юниорской команде «Азовмаша», подписав контракт на 2 года. Через год в мариупольском клубе начались проблемы, появились слухи, что в ближайшее время он может развалиться. В это время Клименко поступило предложение от «Автодора». Сначала Клименко отказался, но спустя месяц принял приглашение. В ответ, руководство клуба «Азовмаш» обратилось в ФИБА, которая вынесла решение, что до 21 года Клименко не имел права играть за российские сборные.
В сезоне 2013/2014 провёл 35 игр в Суперлиге, набирая 13,4 очков 7,1 подбора в среднем за матч. По итогам чемпионата был включён в символическую сборную турнира как «Лучший центровой».
Клименко выставлял свою кандидатуру на драфте НБА 2014 года, который состоялся 26 июня 2014 года, но задрафтован не был.
В сезоне 2016/2017 за «Автодор» Клименко в провёл 7 матчей в Лиге чемпионов, в среднем набирая по 9,6 очка, 5,3 подбора и 1,3 передачи за 19,3 минуты, а также 6 матчей в Единой лиге ВТБ, где его средняя статистика составила 6,7 очка, 4,5 подбора и 0,7 блок-шота за 17,4 минуты.
В декабре 2016 года Клименко перешёл в УНИКС на правах аренды до конца сезона 2016/2017.
В сентябре 2017 года продлил контракт с «Автодором» до конца сезона 2018/2019.
. По итогам голосования болельщиков и СМИ Клименко попал в состав команды «Звёзды России» на «Матч всех звёзд» Единой лиги ВТБ. Из-за частичного разрыва задней поверхности правого бедра не смог принять участие в матче, и его заменил Евгений Воронов.
В июле 2018 года Клименко вернулся в УНИКС, подписав однолетний контракт.

### Сборная России
Летом 2016 года Клименко получил приглашение в «Открытый лагерь РФБ», по итогам которого несколько игроков смогут присоединиться к тренировкам основной сборной России. После заключительного этапа подготовки и лагеря в целом, решением тренерского штаба во главе с Сергеем Базаревичем, Клименко продолжил работу с национальной командой, однако принять участие в отборочных матчах к чемпионату Европы-2017 не смог. Во время вечерней тренировки 30 августа в Перми, накануне старта сборной России в квалификационном турнире, Клименко получил травму правого плеча и вынужден был пропустить 3 официальных матча. Затем Артём продолжал восстанавливаться, оставаясь в расположении сборной России и тренируясь индивидуально. Когда стало известно, что Клименко не сможет сыграть за сборную в заключительном матче квалификационного турнира в Краснодаре 17 сентября, было принято решение о том, что он продолжит восстанавливаться и готовиться к предстоящему сезону в Саратове на базе «Автодора».
В апреле 2017 года Клименко был включён в расширенный список кандидатов в сборную России, для подготовки к Евробаскету-2017.
В ноябре 2017 года был вызван на сбор для подготовки к отборочным играм на чемпионат мира-2019.
В сентябре 2018 года принял участие в Кубке Кондрашина и Белова.
В июне 2019 года попал в список кандидатов на участие в сборе перед чемпионатом мира-2019.
В январе 2020 года был включён в расширенный состав сборной России на отборочные игры Евробаскета-2021.

## Награды
30 апреля 2025 года Клименко было присвоено звание «Мастер спорта России» за победу в Кубке России в сезоне 2023/2024.

## Достижения

### Клубные
- Серебряный призёр Еврокубка: 2020/2021
- Серебряный призёр Единой лиги ВТБ: 2020/2021
- Бронзовый призёр Единой лиги ВТБ (3): 2018/2019, 2021/2022, 2023/2024
- Обладатель Суперкубка Единой лиги ВТБ (2): 2022, 2023
- Бронзовый призёр Суперкубка Единой лиги ВТБ: 2021
- Серебряный призёр чемпионата России: 2020/2021
- Бронзовый призёр чемпионата России (3): 2018/2019, 2021/2022, 2023/2024
- Чемпион Суперлиги: 2013/2014
- Бронзовый призёр Суперлиги: 2012/2013
- Серебряный призёр Кубка России: 2022/2023
- Серебряный призёр Единой молодёжной лиги ВТБ: 2015/2016

### Сборная России
- Бронзовый призёр Универсиады: 2015

## Статистика
| Сезон                                                                                   | Команда   | Лига                             | GP  | GS | MPG  | FG%  | 3P%  | FT%  | RPG | APG | SPG | BPG | PPG |  |
| 2014/15                                                                                 | Все клубы | Все лиги                         | 30  | 11 | 14,1 | 46,9 | 50,0 | 77,4 | 3,1 | 0,4 | 0,2 | 0,4 | 6,5 |  |
| 2014/15                                                                                 | Автодор   | Единая лига ВТБ                  | 22  | 9  | 13,6 | 48,3 | 0,0  | 74,6 | 2,9 | 0,4 | 0,2 | 0,5 | 5,9 |  |
| 2014/15                                                                                 | Автодор   | Кубок вызова ФИБА                | 8   | 2  | 15,5 | 43,9 | 50,0 | 82,4 | 3,6 | 0,4 | 0,3 | 0,1 | 8,1 |  |
| 2015/16                                                                                 | Все клубы | Все лиги                         | 43  | 27 | 17,3 | 60,3 | 0,0  | 65,1 | 4,3 | 1,2 | 0,4 | 0,3 | 8,6 |  |
| 2015/16                                                                                 | Автодор   | Единая лига ВТБ                  | 29  | 18 | 17,0 | 57,7 | 0,0  | 62,4 | 4,7 | 1,1 | 0,4 | 0,4 | 8,3 |  |
| 2015/16                                                                                 | Автодор   | Еврокубок                        | 14  | 9  | 17,8 | 66,2 | 0,0  | 70,7 | 3,3 | 1,4 | 0,4 | 0,3 | 9,1 |  |
| 2016/17                                                                                 | Все клубы | Все лиги                         | 31  | 17 | 11,0 | 57,6 | 0,0  | 70,2 | 2,9 | 0,5 | 0,1 | 0,3 | 4,7 |  |
| 2016/17                                                                                 | УНИКС     | Единая лига ВТБ                  | 9   | 3  | 6,4  | 68,8 | 0,0  | 70,0 | 1,7 | 0,2 | 0,0 | 0,4 | 3,2 |  |
| 2016/17                                                                                 | УНИКС     | Евролига                         | 9   | 1  | 5,0  | 27,3 | 0,0  | 83,3 | 1,1 | 0,1 | 0,0 | 0,0 | 1,2 |  |
| 2016/17                                                                                 | Автодор   | Лига чемпионов ФИБА              | 7   | 7  | 19,3 | 60,0 | 0,0  | 68,4 | 5,3 | 1,3 | 0,4 | 0,3 | 9,6 |  |
| 2016/17                                                                                 | Автодор   | Единая лига ВТБ                  | 6   | 6  | 17,4 | 59,3 | 0,0  | 66,7 | 4,5 | 0,7 | 0,2 | 0,7 | 6,7 |  |
| 2017/18                                                                                 | Все клубы | Все лиги                         | 31  | 30 | 20,0 | 67,2 | 0,0  | 72,2 | 3,9 | 0,7 | 0,2 | 0,6 | 8,1 |  |
| 2017/18                                                                                 | Автодор   | Единая лига ВТБ                  | 21  | 20 | 21,6 | 69,0 | 0,0  | 72,6 | 4,3 | 0,7 | 0,3 | 0,7 | 8,4 |  |
| 2017/18                                                                                 | Автодор   | Квалификация Лиги чемпионов ФИБА | 6   | 6  | 15,6 | 66,7 | 0,0  | 66,7 | 2,7 | 0,7 | 0,2 | 0,7 | 7,0 |  |
| 2017/18                                                                                 | Автодор   | Кубок ФИБА Европы                | 4   | 4  | 17,8 | 60,9 | 0,0  | 75,0 | 3,5 | 1,0 | 0,0 | 0,3 | 7,8 |  |
| 2018/19                                                                                 | Все клубы | Все лиги                         | 46  | 5  | 9,7  | 63,3 | 0,0  | 70,5 | 2,5 | 0,5 | 0,2 | 0,4 | 4,5 |  |
| 2018/19                                                                                 | УНИКС     | Единая лига ВТБ                  | 30  | 3  | 10,0 | 64,9 | 0,0  | 72,2 | 2,7 | 0,6 | 0,2 | 0,5 | 4,9 |  |
| 2018/19                                                                                 | УНИКС     | Еврокубок                        | 16  | 2  | 9,0  | 60,0 | 0,0  | 65,2 | 2,0 | 0,4 | 0,1 | 0,3 | 3,6 |  |
|                                                                                         |           | Всего                            | 181 | 90 | 14,2 | 59,2 | 25,0 | 70,7 | 3,3 | 0,7 | 0,2 | 0,4 | 6,4 |  |
| Наведите курсор мыши на аббревиатуры в заголовке таблицы, чтобы прочесть их расшифровку |           |                                  |     |    |      |      |      |      |     |     |     |     |     |  |